# Marijan Krmpotić
Marijan Krmpotić (Senj, 11. kolovoza 1928. – Zagreb, 4. srpnja 2013.), bio je hrvatski jezikoslovac, novinar i prevoditelj. Govorio je tri strana jezika: engleski, francuski i talijanski, a prevodio je knjige s engleskoga i francuskoga jezika (oko 50 naslova). Rad mu je obilježen purističkim odnosom prema hrvatskom jeziku.

## Životopis
Marijan Krmpotić rođen je u Senju 1928. godine. Studirao je u Zagrebu hrvatski jezik i književnost i engleski jezik i književnost, gdje je diplomirao 1954. godine.
Njegovom preporukom su ga izabrali za prvog profesora hrvatskog jezika na afričkom kontinentu i to u Kairu, na Višoj školi stranih jezika (Higher School of Languages).
Poslije su ga izabrali i za lektora engleskog jezika na Filozofskom fakultetu u Zadru u akademskoj godini 1961/62.
Bio je stipendistom Denisa de Rougemonta na L’ Institut D’etudes Européennes de Geneve, gdje je 1964. godine završio naddiplomski studij. 
Budući da je bio stručnjakom za europske integracije, dobio je mjesto znanstvenog suradnika na Institutu za historiju radničkog pokreta kojeg je vodio Franjo Tuđman. Na tom institutu se upoznao s Brunom Bušićem, s kojim se ostao prijateljem sve do ubojstva Brune Bušića u listopadu 1978. godine.
Od 1990. godine piše članke u obrani hrvatskog jezika, kako u tuzemnom, tako i u inozemnom tisku (Fokus, Hrvatsko slovo, Hrvatski list, Narod, Nezavisna Država Hrvatska, Politički zatvorenik, australsku Spremnost, Večernji list, Vjesnik' i inima). Uređivao je više godina rubriku "Gušitba hrvatskog jezika" u tjedniku Spremnost (Sydney), i rubriku "Osebujnost hrvatskoga jezika" u glasilu Narod. Stručne radove o prevođenju s engleskoga i francuskoga jezika objavljivao je u časopisu Lingvist (1964. – 1965.).

## Djela
- Jezični priručnik, Hrvatska radiotelevizija, Zagreb, 1992. (dop. izd. Hrvatski jezični priručnik, Agapa, Kloštar Ivanić, 2001.)

## Prijevodi
Nepotpun popis:
- Alistair Maclean, Krstarica Ulysses, Zagreb, 1960.
- Zane Grey, Nasljeđe pustinje, Rijeka, 1961.
- Nigel Nicolson, Portret jednog braka, Zagreb, 1974.
- Françoise Sagan, Odgovori, (Zagreb, 1976.
- George Orwell, Zašto pišem i drugi eseji, Naprijed, Zagreb, 1977. (izd. "August Cesarec", Zagreb, 1983. i 1984.) (zajedno s Vladimirom Roksandićem)